# Nan-sous-Thil
 Nan-sous-Thil  es una población y comuna francesa, en la región de Borgoña, departamento de Côte-d'Or, en el distrito de Montbard y cantón de Précy-sous-Thil.

## Demografía
| 233 | 249 | 174 | 185 | 164 | 175 |
| Para los censos de 1962 a 1999 la población legal corresponde a la población sin duplicidades (Fuente: INSEE [Consultar]) |     |     |     |     |     |